# Giovanny Espinoza
Giovanny Patricio Espinoza Pabón (Charguacayo, 12 de Abril de 1977) é um  ex-futebolista equatoriano, que atuava como zagueira. 
Espinoza era um zagueiro central, conhecido por sua força e determinação. Participou das Copas do Mundo de 2002 e 2006.

## Carreira
Jogou como zagueiro em clubes como a LDU Quito, o Vitesse Arnhem e o Cruzeiro, seu último clube foi o Deportivo Quito. É o segundo jogador que mais vezes foi convocado para sua seleção nacional, atrás de Iván Hurtado, com 174 jogos. Fez sua estreia em seleções em 1996 na semana de seu 19º aniversário, numa partida das Eliminatórias da Copa do Mundo de 1998, quando o Equador venceu o Peru por 4 a 1.
Espinoza e Hurtado jogando juntos mantêm o recorde internacional de mais tempo fazendo uma dupla de zagueiros - jogaram 65 partidas juntos, até 1999. Parte do sucesso do Equador nos últimos anos, inclusive a participação nas últimas duas Copas do Mundo, é atribuído à Espinoza e Hurtado.
Sua boa forma física e velociade ajudaram seu antigo clube, a LDU Quito a vencer dois campeonatos nacionais, em 2001 e 2004. Também participou da campanha nas Copas América de 2001 e 2004. Seu apelido é "La Sombra".

### Anos 2006 - 2010
Na Copa do Mundo FIFA de 2006, Espinoza foi nomeado para o time ideal do torneio, que premia os melhores jogadores em cada posição.
Em 25 de Janeiro de 2007 transferiu-se da LDU de Quito para o Vitesse, time da Holanda, para substituir Ruud Knol. Assinou por um ano e meio, até Junho de 2008. Em 10 de Fevereiro de 2007 jogou sua primeira partida na Eredivisie (o Campeonato Holandês de Futebol) numa partida do Vitesse contra o SC Heerenveen
Em 14 de Janeiro de 2008, Espinoza assinou pelo Cruzeiro do Brasil. Estreou em 10 de Fevereiro na partida válida pelo Campeonato Mineiro, quando o Cruzeiro venceu o Democrata de Sete Lagoas por 3 a 0.
Em 2010 acertou sua ida para a Unión Española, clube chileno. Mas não teve uma boa temporada e em 2011 assinou pelo Deportivo Quito, de seu país natal.